# Палики (железнодорожная станция)
Па́лики — железнодорожная станция 5 класса на линии железной дороги Сухиничи-Главные — Козелкино Киевского направления Московской железной дороги. Находится в одноимённом населенном пункте Палики в Думиничском районе Калужской области.

## История
В 1899 году на пересечении железной дороги Москва — Брянск и почтового тракта Козельск — Жиздра был устроен ж/д разъезд (назывался разъезд № 24). Место для него было выбрано между большими деревнями Буда, Палики, Усадьба и Марьино (Марьинка). В нескольких км располагалась станция Шахта Мальцовской узкоколейки.
В 1903 г. по ходатайству Жиздринского уездного земства разъезд преобразован в нагрузочную станцию (она работала только на отгрузку грузов, в основном леса и дров). С 1909 полнофункциональная станция, получившая своё название от расположенной неподалёку деревни.
Также в 1920—1930-х гг. ст. Палики была конечным пунктом узкоколейки (бывшей Мальцовской железной дороги) Людиново-Палики.
Во время войны станция Палики была освобождена 18 июля 1943, и уже через 3 дня была восстановлена железная дорога на участке Дубровка-Палики.
После освобождения от немецкой оккупации, начиная с 1944, возле ст. Палики начали строиться жилые дома, и образовался большой населенный пункт (до войны на станции были только производственные здания и двухэтажный барак для рабочих).
В 1950 между станцией Палики и пос. Паликского кирпичного завода построена школа-семилетка (с 1993 Паликская средняя школа № 2).

## География
Станция находится на участке Сухиничи-Главные — Козелкино.
Расстояние до узловых станций (в километрах): Сухиничи-Главные — 38, Козелкино — 64.
Соседние станции (ТР4): 185419 292 км и 185512 Солоновка.

## Коммерческие операции
1	Прием и выдача повагонных отправок грузов, допускаемых к хранению на открытых площадках станций.
3	Прием и выдача грузов повагонными и мелкими отправками, загружаемых целыми вагонами, только на подъездных путях и местах необщего пользования.
Б	Продажа билетов на все пассажирские поезда. Прием и выдача багажа не производятся.